# Franz Bücheler
 (avril 2022).
Si vous disposez d'ouvrages ou d'articles de référence ou si vous connaissez des sites web de qualité traitant du thème abordé ici, merci de compléter l'article en donnant les références utiles à sa vérifiabilité et en les liant à la section « Notes et références ».
Franz Bücheler (né le 3 juin 1837 à Rheinberg et mort le 3 mai 1908 à Bonn) est un philologue classique prussien.

## Biographie
Franz Bücheler est le fils du juge de paix Anton Bücheler et de son épouse Dorothea née Hebestreit. Après l'école primaire et l'école latine de l'aumônier Joseph Krumpe, il entre au lycée d'Essen à l'automne 1848, où il passe son examen de fin d'études à l'automne 1852 (à l'âge de 15 ans). À partir du semestre d'hiver 1852/1853, il étudie la philologie classique, l'archéologie et l'histoire ancienne à l'Université de Bonn. Outre Friedrich Gottlieb Welcker, Ludwig Schopen (de) et Otto Jahn, il est particulièrement influencé par Friedrich Ritschl, le célèbre critique textuel et spécialiste de la littérature latine.
À Bonn, Bücheler et quelques camarades (dont son ami de toujours Hermann Usener) fondent la Société philologique, qui dans les années qui suivent s'est développée en  Cercle de Bonn, auquel appartiennent des étudiants de toutes les facultés. Bücheler travaille parallèlement à ses études comme secrétaire à la bibliothèque universitaire. Le 13 mars 1856, alors qu'il n'a pas encore 19 ans, il reçoit son doctorat avec un travail primé sur l'orthographe latine à l'époque de l'empereur Claude.
Après avoir obtenu son doctorat et obtenu son diplôme d'enseignant, Bücheler travaille comme professeur assistant scientifique au lycée royal de Bonn (de). De plus, il poursuit sa carrière universitaire. Le 1er mars 1858, il est habilité avec une thèse sur la critique et l'exégèse des livres de Frontin sur les aqueducs romains. Sur la recommandation de son professeur Ritschl, il est nommé professeur associé à l'Université de Fribourg-en-Brisgau le 21 octobre de la même année.
À Fribourg, il tente de mettre en place le séminaire philologique sur le modèle de Bonn, mais la résistance de ses collègues et étudiants et les difficultés à se procurer des livres l'en empêchent. Après des années à la grande université de Bonn, il se sent à l'étroit dans la petite ville de Bade. Il est tout de même nommé professeur ordinaire le 28 février 1862 et peut épouser sa fiancée Manuela Schleiden, fille d'un directeur de mine, le 29 juillet 1862. De ce mariage naissent deux fils et quatre filles, dont l'aînée épouse le philologue Otto Hense (de).
Le séjour de Bücheler à Fribourg se termine avec le semestre d'hiver 1865/1866, lorsqu'il reçoit le 31 janvier 1866 l'appel de l'Université de Greifswald. Il y succède à son ami Usener, qui s'est installé à Bonn.
À partir de 1870, Bücheler enseigne à l'Université de Bonn (en tant que successeur d'Otto Jahn). En 1865 déjà, lors de l'attribution de la nouvelle chaire, il a été placé en troisième position sur la liste des nominations, derrière Hermann Bonitz et Friedrich Heimsoeth (de) ; c'est Heimsoeth qui a alors reçu et accepté l'appel. Bücheler succède ainsi à son professeur Otto Jahn et devient le collègue de son ami d'études Usener, avec lequel il dirige le séminaire philologique. En 1878/79, il occupe le poste de recteur de l'université. En 1878, il devient co-rédacteur en chef de la revue Rheinisches Museum für Philologie. Il connaît un succès extraordinaire à la fois en tant qu'enseignant universitaire et en tant qu'éditeur d'écrits anciens.
Parmi ses contributions figurent :
- Frontini de aquis urbis Romae (Leipzig, 1858)
- Pervigilium Veneris (Leipzig, 1859)
- Petronii satirarum reliquiae (Berlin, 1862; 3. Ausgabe, 1882)
- Hymnus Cereris Homericus (Leipzig, 1869)
- Q. Ciceronis reliquiae (1869)
- Herondae mimiambi (Bonn, 1892).

Il écrit également Grundriss der Latin Declension (1866); Das Recht von Gortyn (Francfort, 1885, avec Ernst Zitelmann (de)) et obtient la troisième édition (1893) de Persii, Juvenalis, Sulpiciae saturae d'Otto Jahn.
Une rue de Bonn-Kessenich porte le nom de Franz Bücheler. Il est enterré dans l'ancien cimetière de Kessenich (de).
Parmi les élèves de Franz Bücheler figurent l'archéologue August Frickenhaus (de), l'historien Friedrich Philippi et les philologues Johannes Geffcken (de) et Eduard Norden (de).